# Gelanesaurus cochranae
Espèce
Synonymes
- Neusticurus ecpleopus cochranae Burt & Burt, 1931
- Potamites cochranae (Burt & Burt, 1931)

Statut de conservation UICN

 LC  : Préoccupation mineure
Gelanesaurus cochranae est une espèce de sauriens de la famille des Gymnophthalmidae.

## Répartition
Cette espèce se rencontre en Colombie et en Équateur.

## Description
Les mâles mesurent jusqu'à 70 mm de longueur standard et les femelles jusqu'à 79 mm.

## Étymologie
Cette espèce est nommée en l'honneur de Doris Mable Cochran.

## Publication originale
- Burt & Burt, 1931 : South American lizards in the collection of the American Museum of Natural History. Bulletin of the American Museum of Natural History, vol. 61, no 7, p. 227-395 (texte intégral).